# Mussaenda theifera
Mussaenda theifera là một loài thực vật có hoa trong họ Thiến thảo. Loài này được Pierre ex Carr. mô tả khoa học đầu tiên năm 1883.